# Battaglione Edgar André
Il Edgar André fu una formazione militare, costituita da volontari tedeschi nel 1936, per combattere le forze nazionaliste comandate dal generale Francisco Franco nella guerra civile spagnola, a supporto dell'Ejército Popular de la República della Repubblica spagnola.

## Storia
L'unità fu creata nell'ottobre del 1936, prendendo il nome in onore di "Edgar André", comunista tedesco di origine belga che era stato giustiziato dai nazisti. Il battaglione era formato da circa 600 volontari tedeschi, austriaci e jugoslavi. Il suo primo comandante fu il tedesco Hans Kahle. L'unità è intervenuta durante la difesa di Madrid e nella battaglia della città universitaria, dove subì gravi perdite sebbene ottenne un certo prestigio. Durante il resto della guerra partecipò in altri importanti combattimenti, soprattutto nella battaglia del Jarama, nella battaglia di Brunete e nella battaglia dell'Ebro.
Il 24 settembre 1938, il governo della Repubblica spagnola dovette sciogliere le Brigate internazionali , su pressioni della Società delle Nazioni . Nel gennaio 1939, i brigatisti apolidi del battaglione Edgar André si unirono all'esercito popolare spagnolo. Il battaglione fu annientato durante l'offensiva della Catalogna a La Granadella .